# Pattinaggio di velocità ai XXI Giochi olimpici invernali - 1000 m femminile
La gara dei 1000 m femminile ai XXI Giochi olimpici invernali si è svolta il 18 febbraio 2010 al Richmond Olympic Oval. La vincitrice è stata la canadese Christine Nesbitt.
La detentrice del titolo era l'olandese Marianne Timmer, che non parteciperà per infortunio.

## Record
Prima di questa competizione, i record erano i seguenti.
| Record mondiale | Cindy Klassen ( Canada)    | 1'13"11 | Calgary             | 25 marzo 2006    |
| Record olimpico | Chris Witty ( Stati Uniti) | 1'13"83 | Salt Lake City 2002 | 17 febbraio 2002 |

## Risultati
| Pos. | Batteria | Nome                     | Nazione        | Tempo        | Distacco     |
| ---- | -------- | ------------------------ | -------------- | ------------ | ------------ |
|      | 17       | Christine Nesbitt        | Canada         | 1'16"56      | -            |
|      | 16       | Annette Gerritsen        | Paesi Bassi    | 1'16"58      | +0"02        |
|      | 13       | Laurine van Riessen      | Paesi Bassi    | 1'16"72      | +0"16        |
| 4    | 18       | Kristina Groves          | Canada         | 1'16"78      | +0"22        |
| 5    | 15       | Nao Kodaira              | Giappone       | 1'16"80      | +0"24        |
| 6    | 18       | Margot Boer              | Paesi Bassi    | 1'16"94      | +0"38        |
| 7    | 11       | Jennifer Rodriguez       | Stati Uniti    | 1'17"08      | +0"52        |
| 8    | 12       | Ireen Wüst               | Paesi Bassi    | 1'17"28      | +0"72        |
| 9    | 12       | Heather Richardson       | Stati Uniti    | 1'17"37      | +0"81        |
| 10   | 2        | Hege Bøkko               | Norvegia       | 1'17"43      | +0"87        |
| 11   | 7        | Yekaterina Shikhova      | Russia         | 1'17"46      | +0"90        |
| 12   | 3        | Karolína Erbanová        | Rep. Ceca      | 1'17"53      | +0"97        |
| 13   | 2        | Ko Hyon-Suk              | Corea del Nord | 1'17"63      | +1"07        |
| 14   | 11       | Anni Friesinger          | Germania       | 1'17"71      | +1"15        |
| 15   | 16       | Sayuri Yoshii            | Giappone       | 1'17"81      | +1"25        |
| 16   | 1        | Yekaterina Aydova        | Kazakistan     | 1'17"85      | +1"29        |
| 17   | 3        | Jenny Wolf               | Germania       | 1'17"91      | +1"35        |
| 18   | 9        | Jin Peiyu                | Cina           | 1'17"97      | +1"41        |
| 19   | 4        | Chiara Simionato         | Italia         | 1'18"02      | +1"46        |
| 20   | 13       | Olga Fatkulina           | Russia         | 1'18"13      | +1"57        |
| 21   | 6        | Shannon Rempel           | Canada         | 1'18"174     | +1"61        |
| 22   | 17       | Monique Angermüller      | Germania       | 1'18"179     | +1"61        |
| 23   | 10       | Lee Sang-Hwa             | Corea del Sud  | 1'18"24      | +1"68        |
| 24   | 15       | Wang Beixing             | Cina           | 1'18"30      | +1"74        |
| 25   | 14       | Brittany Schussler       | Canada         | 1'18"31      | +1"75        |
| 26   | 14       | Elli Ochowicz            | Stati Uniti    | 1'18"33      | +1"77        |
| 27   | 8        | Yekaterina Malysheva     | Russia         | 1'18"56      | +2"00        |
| 28   | 9        | Yekaterina Lobysheva     | Russia         | 1'18"785     | +2"22        |
| 29   | 1        | Rebekah Bradford         | Stati Uniti    | 1'18"788     | +2"22        |
| 30   | 4        | Sophie Muir              | Australia      | 1'18"79      | +2"23        |
| 31   | 10       | Katarzyna Bachleda-Curuś | Polonia        | 1'19"00      | +2"44        |
| 32   | 7        | Yu Jing                  | Cina           | 1'19"13      | +2"57        |
| 33   | 8        | Ren Hui                  | Cina           | 1'19"18      | +2"62        |
| 34   | 5        | Tomomi Okazaki           | Giappone       | 1'19"41      | +2"85        |
| 35   | 6        | Miho Takagi              | Giappone       | 1'19"53      | +2"97        |
| -    | 5        | Kim Yu-Lim               | Corea del Sud  | non concluso | non concluso |